# Voices Carry
„Voices Carry“ je píseň americké alternativní rockové skupiny 'Til Tuesday. Autorkou jejího textu je zpěvačka Aimee Mann, hudbu složila Aimee Mann spolu se zbylými členy kapely, tedy s Robertem Holmesem, Michaelem Hausmanem a Joeyem Pescem.
Jde o vůbec první vydaný singl v historii kapely. Vyšel na 7" gramofonové desce, na jehož druhé straně se nacházela píseň „Are You Serious?“ (v Nizozemsku singl vyšel také na 12" desce). Singl se umístil na osmé příčce hitparády Billboard Hot 100. Měsíc po vydání singlu píseň „Voices Carry“ vyšla také jako součást stejnojmenného alba. Producentem nahrávky je Mike Thorne. K písni byl natočen také videoklip, jehož režisérem byl D.J. Webster.
Inspirace k vzniku textu písně je nejasná, různé zdroje tvrdí, že je inspirován hádkou mezi Hausmanem a Aimee Mann, podle producenta Thorneho však text Aimee Mann napsala pro jinou ženu – na nátlak vydavatelství Epic Records byl však gender změněn. Zpěvák Al Jourgensen, frontman skupiny Ministry, uvádí, že inspirací byl on, který měl v té době krátce trvající vztah s Aimee Mann.
Coververzi písně nahrála například zpěvačka Sky Ferreira.